# 아름다운 도시
아름다운 도시(The Beautiful City, Shah-re ziba)는 이란에서 제작된 아쉬가르 파라디 감독의 2004년 영화이다. 타라네 앨리두스티 등이 주연으로 출연하였다.

## 출연

### 주연
- 타라네 앨리두스티
- 바바크 안사리